# Wolność Przywrócona
Wolność Przywrócona – loża masońska Wielkiego Wschodu Polski odnowiona w kwietniu 1991 roku po wizycie w Polsce wielkiego mistrza Wielkiego Wschodu Francji, Jeana-Roberta Ragache’a. Kluczem do jej powstania były wizyty, które w 1990 roku, w maju oraz na przełomie lipca i sierpnia, złożyli przedstawiciele WWF. Odbyły się wówczas wywiady dziennikarskie oraz zorganizowano spotkanie informacyjne w warszawskim Klubie Lekarza. Na spotkaniu tym miały miejsce wykłady członka Rady Zakonu WWF Alaina Marille, opisujące rolę wolnomularstwa, następnie rozdysponowano między przybyłych broszury informacyjne i zaproszono chętnych do wstąpienia, by kontaktowali się z przedstawicielami WWF.
Nazwa loży odnosi się do regularnego warsztatu przedwojennego powstałego w ramach odrodzenia się masonerii w 1920 roku. Działali w nim wówczas między innymi profesorowie medycyny: Mieczysław Michałowicz oraz Jan Mazurkiewicz oraz profesor fizyki Mieczysław Wolfke.
Pierwotnie loża o tej nazwie istniała w okresie II Rzeczypospolitej. Została zlikwidowana jesienią 1938 po dekrecie prezydenta RP Ignacego Mościckiego, nakazującym rozwiązanie wszystkich stowarzyszeń masońskich w Polsce.